# Bunge kyrka
Bunge kyrka är en kyrkobyggnad på Gotland. Den tillhör Bunge, Rute och Fleringe församling i Visby stift. Den har under medeltiden varit en försvarskyrka och tornet står kvar från en äldre anläggning. Kyrkogårdsmuren har bevarade skyttegluggar. 

## Interiör
Inuti kyrkan finns väggmålningar från omkring 1400 och på norra väggen finns en strid mellan riddare avbildad. Enligt en sägen ska det ha stått ett stort fältslag utanför byggnaden och en tolkning av målningarna säger att det är det slaget som avbildas, medan andra menar att det föreställer den Tebanska legionens martyrium under kejsar Decius. 
Bland inventarierna märks en fattigbössa som sannolikt även fungerat som krucifixpiedestal. Den är gjord av kalksten och är signerad med runor av stenmästaren Lafrans Botvidarson.

## Orgel
Orgeln byggdes 1756/1755 för Franska reformerta kyrkan i Stockholm av dåtidens främsta orgelbyggare, kompanjonerna Jonas Gren & Petter Stråhle. Den inköptes 1870 av Bunge församling och restaurerades 1952 av Olof Rydén i Stockholm. Vid den restaurering som utfördes 1977 av Mads Kjersgaard, Uppsala, återställdes den i originalskick. Orgeln är mekanisk.
| Manual         | Pedal   |
| Subbas 16’ B/D | Bihängd |
| Principal 8’   |         |
| Kort Fleut 8’  |         |
| Octava 4'      |         |
| Fleut 4’       |         |
| Octava 2'      |         |
| Scharf II      |         |
| Trompet 8' B/D |         |

### Diskografi
- Holmgren, Claes (2013). ”Mästerverket i Bunge”. Organ document Gotland : meeting nine organs. Visby: Visby domkyrkoförsamling. Libris 14683788
- Orgelresa på Gotland / Linder, Alf, orgel. LP. SR Records RMLP 1097. 1971.

## Övriga byggnader
Invid kyrkan ligger ruinen av den medeltida prästgården, kallad Munkhuset, som var en högrest och ståtlig byggnad. 

## Galleri

### Interiör

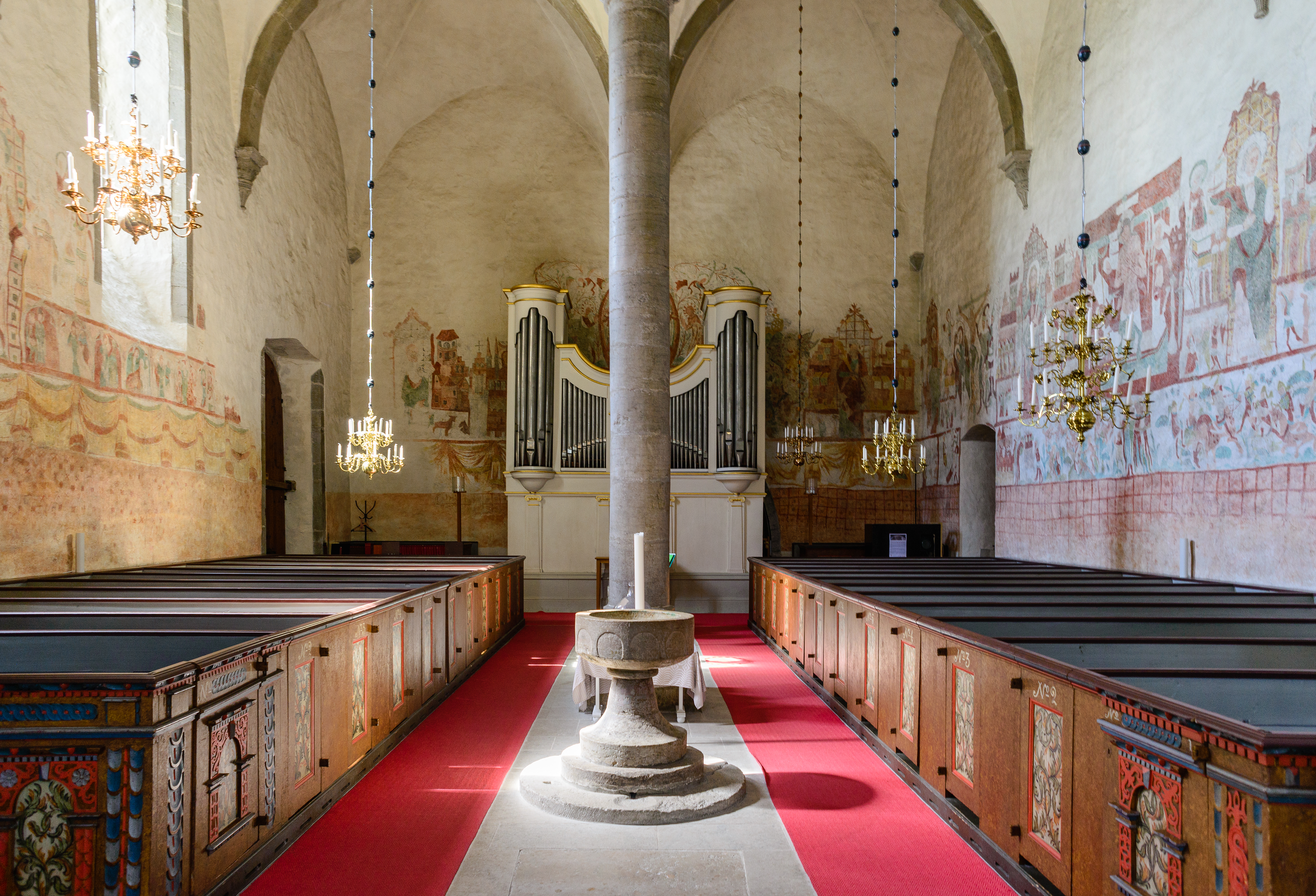
Interiör mot väster
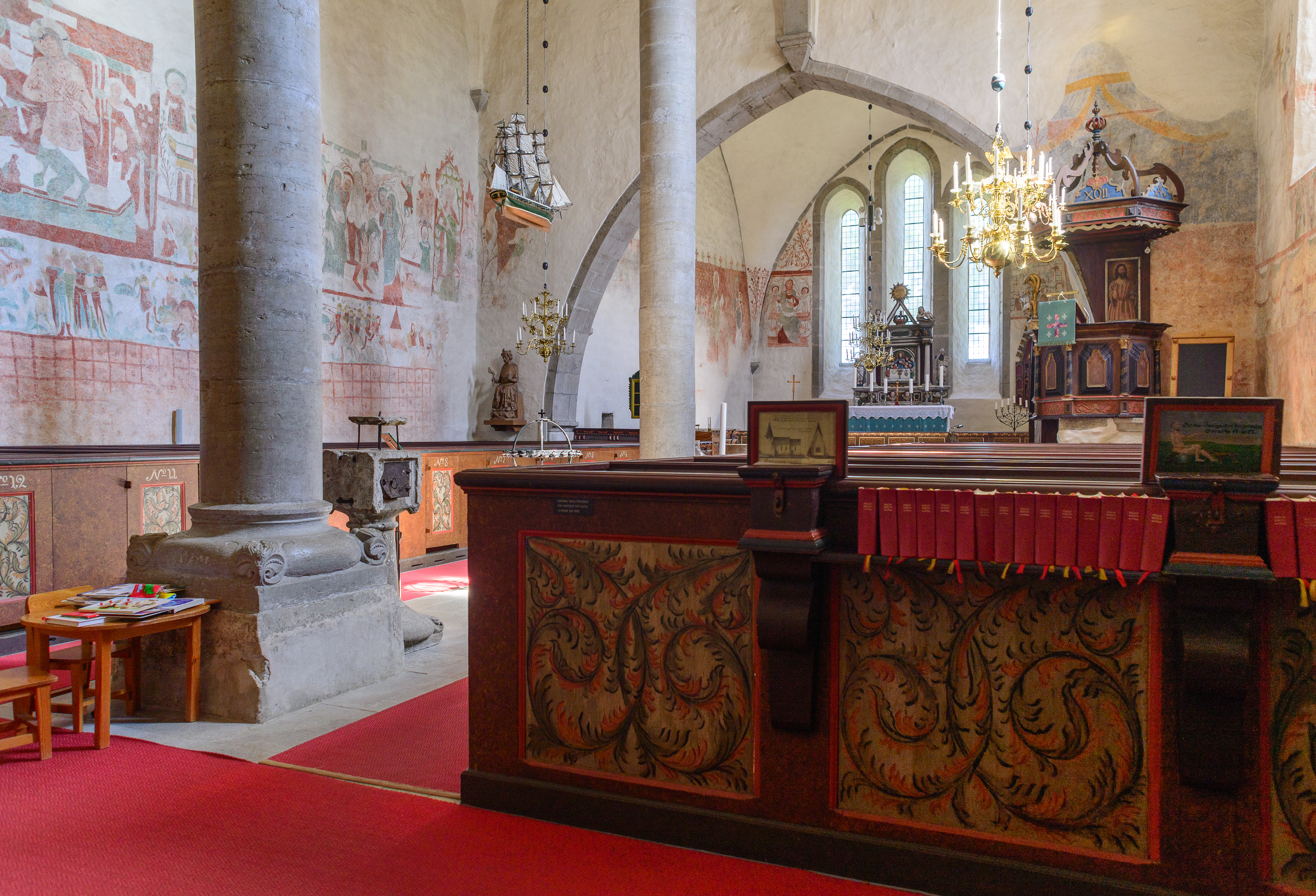
Interiör mot öster
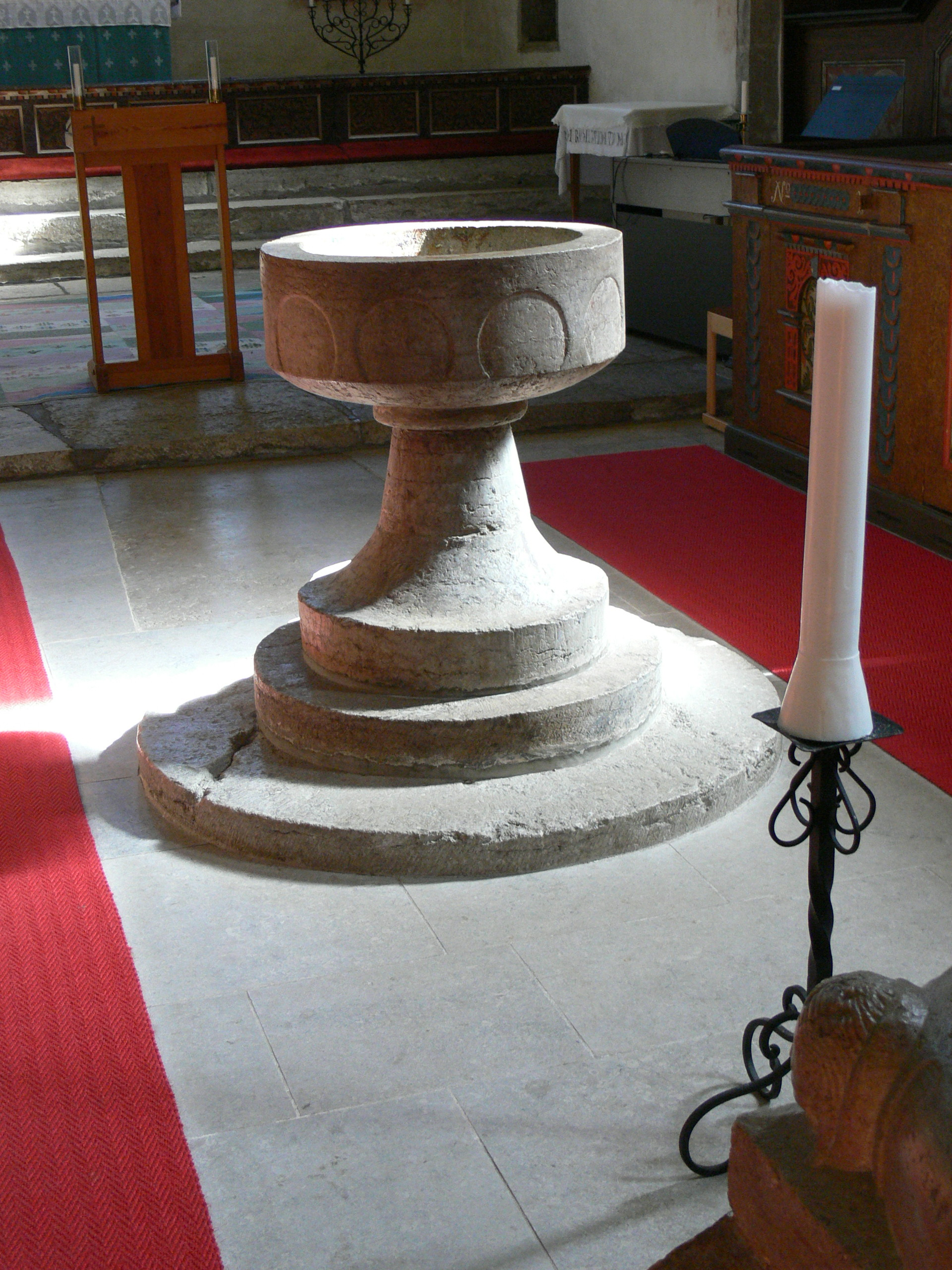
Dopfunten
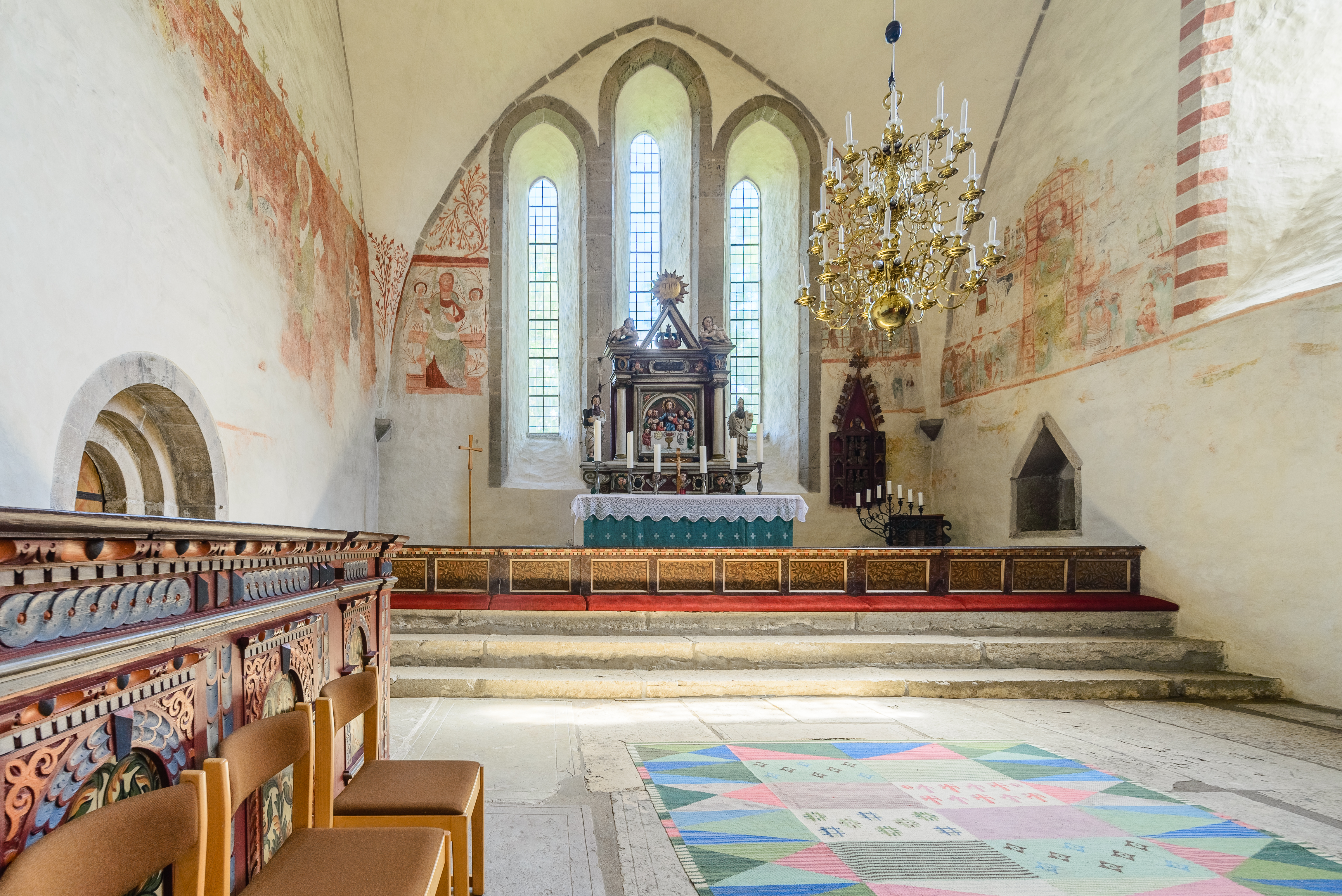
Interiören med altaret
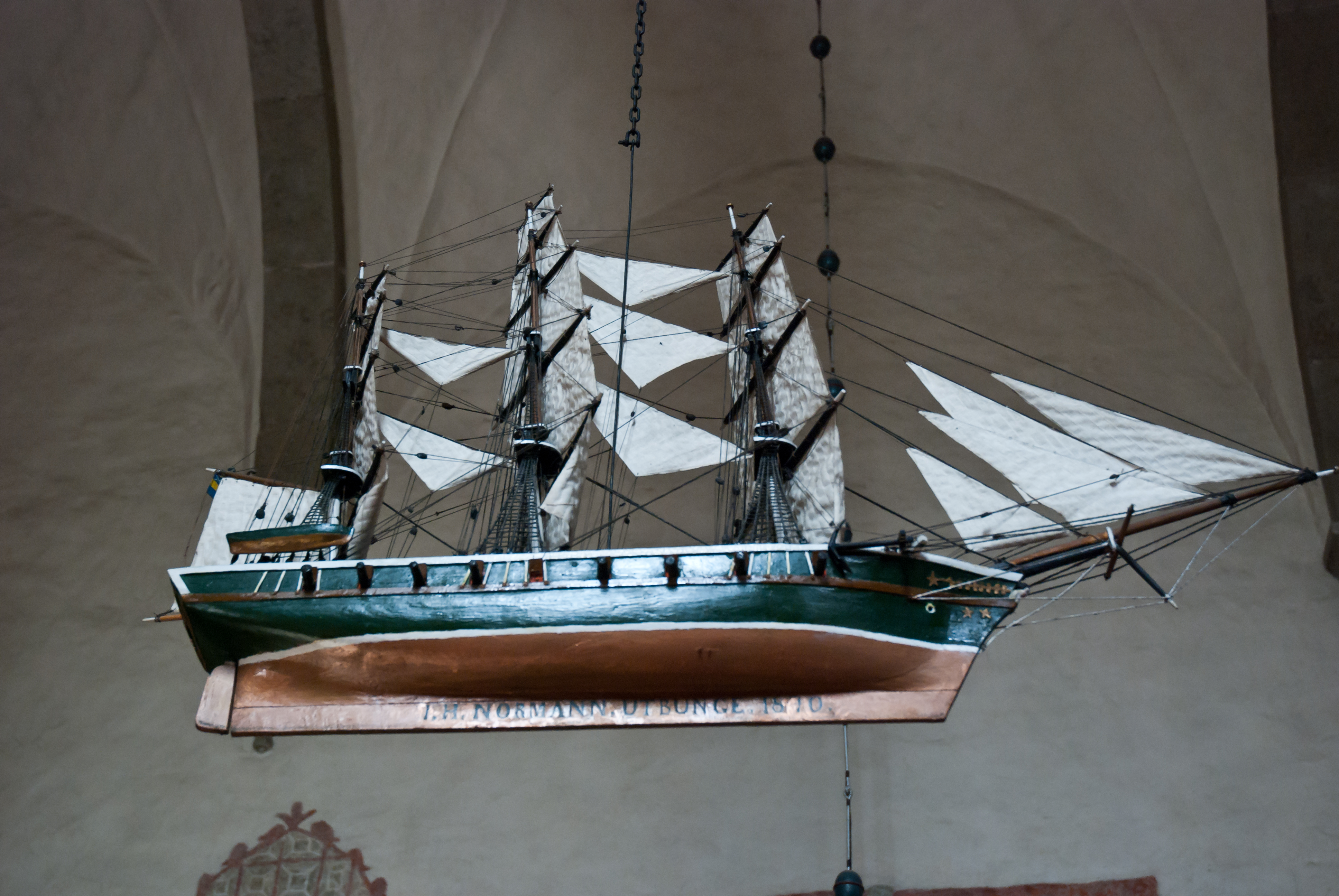
Votivskepp

### Exteriör

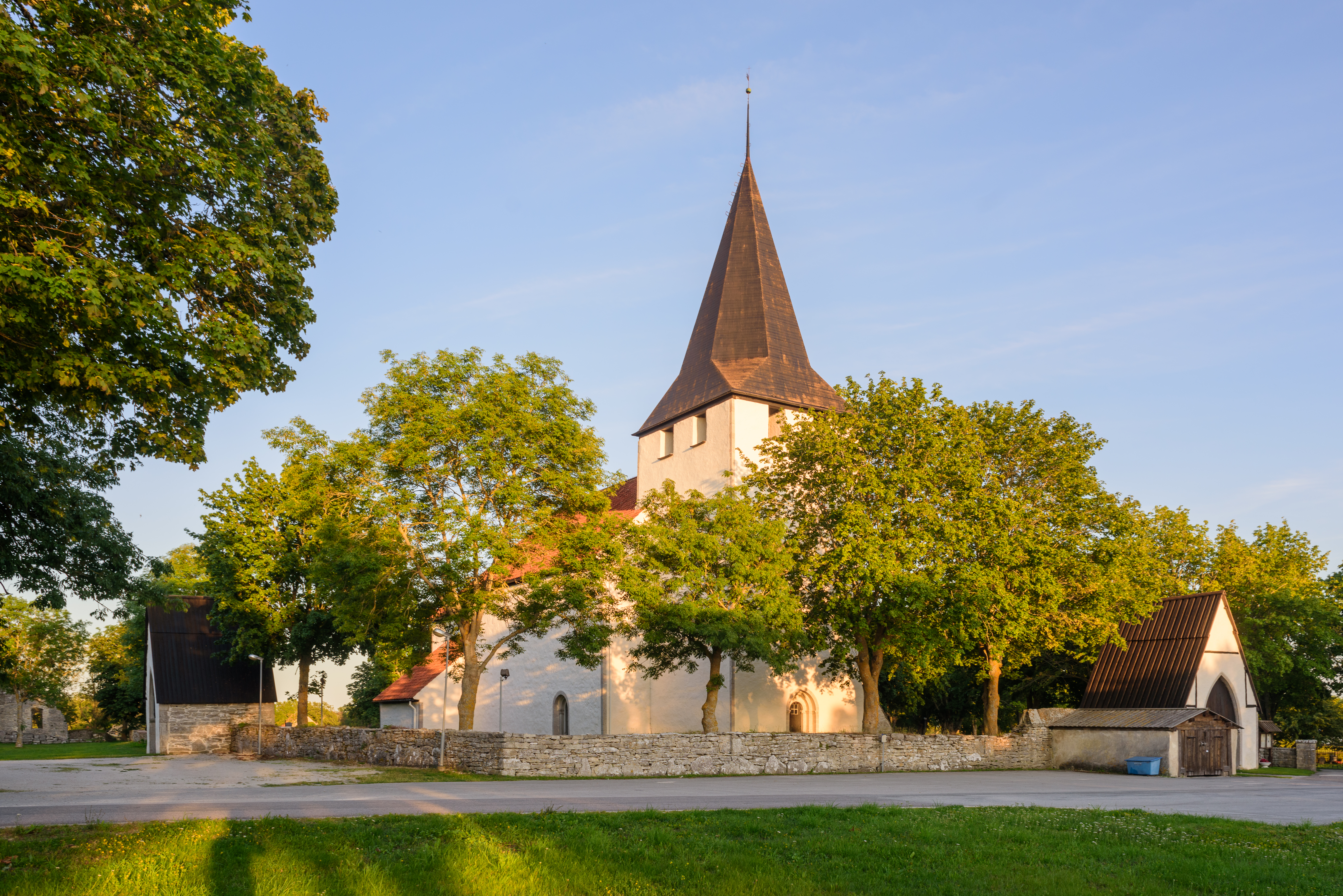
Kyrkan från nordväst.
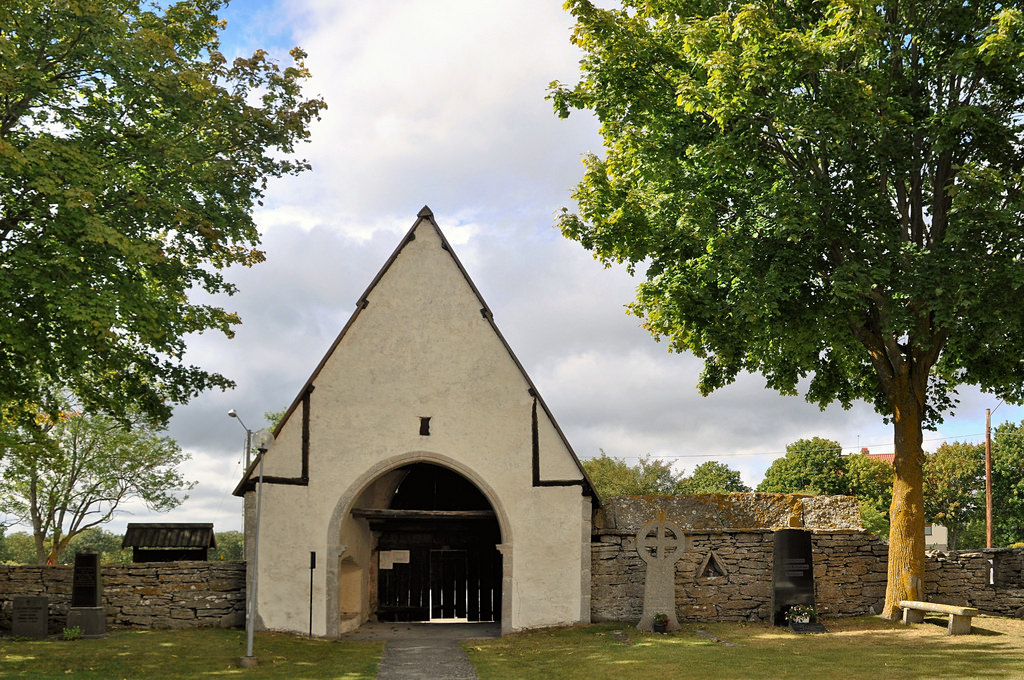
Stigluckan
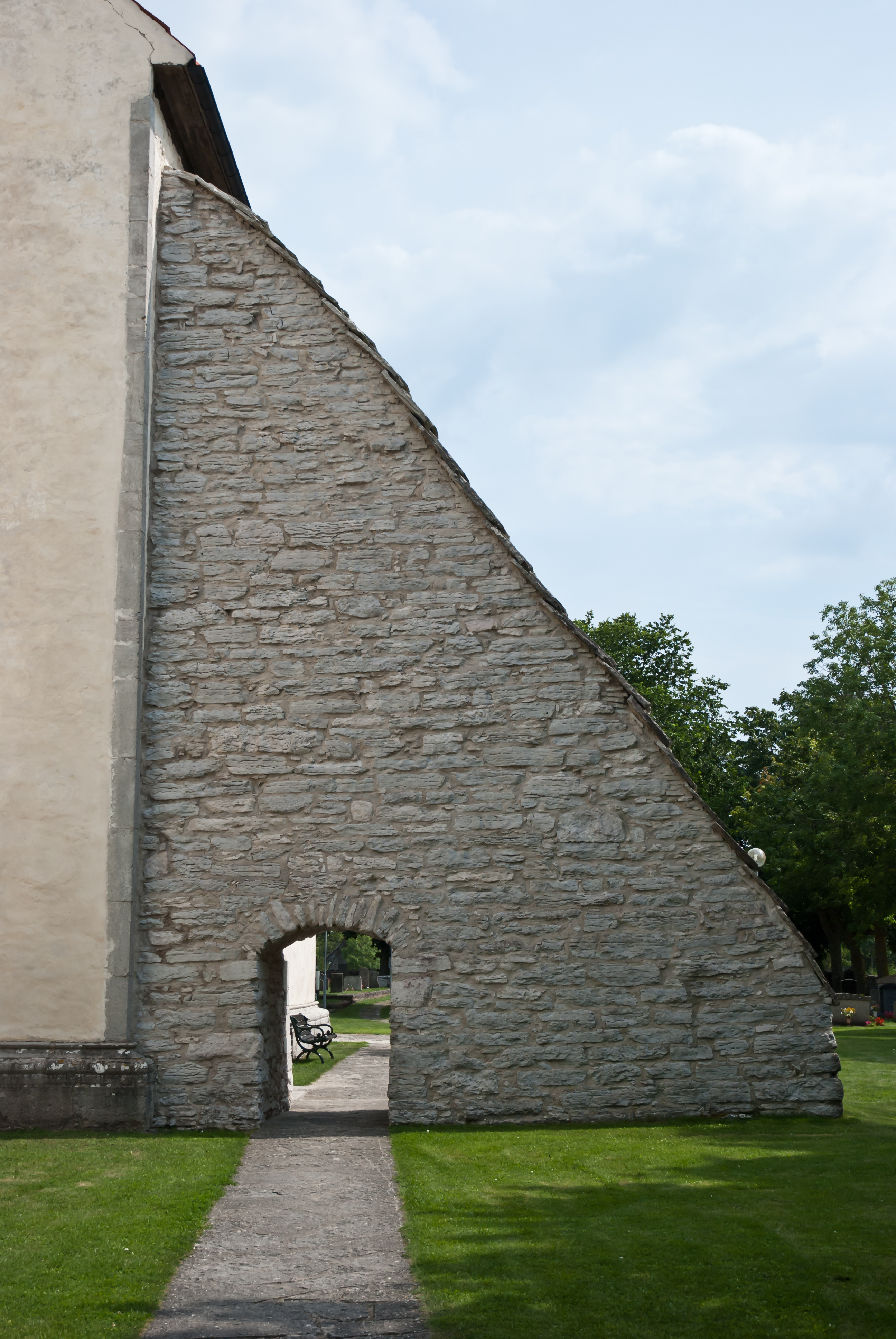
Strävpelaren på kyrkans södra sida.
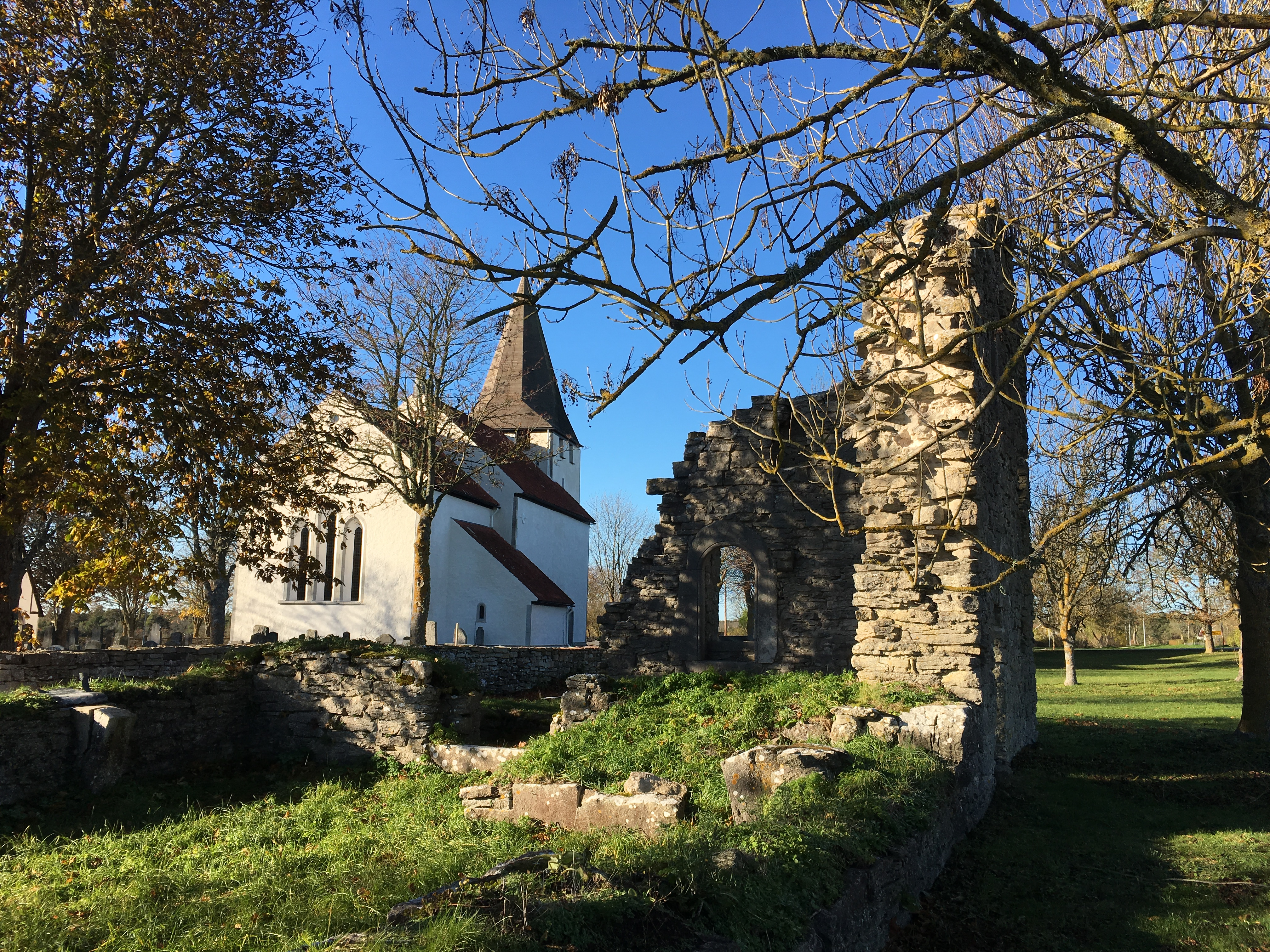